# Elastic Heart
«Elastic Heart» — песня Сии, записанная для The Hunger Games: Catching Fire Official Motion Picture Soundtrack, саундтрека для американского научно-фантастического приключенческого фильма «Голодные игры: И вспыхнет пламя» 2013 года. Она была выпущена как цифровой сингл 1 октября 2013 года. «Elastic Heart» была спродюсирована американскими продюсерами Дипло и Грегом Кёрстином. Сингл достиг седьмой строчки в музыкальном чарте Новой Зеландии, а также появлялся в чартах Великобритании, Австралии и Бельгии. Несмотря на то, что в версии песни для фильма The Weeknd исполнил второй куплет, появилась также сольная версия песни, которая вошла на шестой студийный альбом Сии 1000 Forms of Fear с указанием одного Дипло.

## Создание
«Elastic Heart» — первый релиз Сии как лид-артиста со времён её совместной работы с Дэвидом Геттой над «She Wolf (Falling to Pieces)» в 2012 году. Сингл был отправлен на американское rhythmic contemporary-радио лейблами RCA Records, Republic Records и Lionsgate 8 октября 2013 года.

## Восприятие
«Elastic Heart» получила признание от множества музыкальных критиков, утверждающих, что это одна из лучших песен из альбома. Блю Салливан из Slant Magazine написал, что «'Elastic Heart' — цельное и очень успешное объединение, читающееся как  версия 'Do What U Want' Леди Гаги.»
Крис Мартинс из Spin заявил, что «Sia воспарила» и это было «бьющей ключом балладой», а Брэдли Стерн из MuuMuse назвал песню «идеально непредсказуемой комбинацией.»

## Музыкальный видеоклип
Самостоятельно снятый видеоклип на песню появился на YouTube-канале Banana’s Music Club 13 ноября 2013 года. Большинство мест, показанных в видео, позже появились в оформлении альбома 1000 Forms of Fear.
Официальное же музыкальное видео было предшествовано тизером 6 января 2015 года с юной танцовщицей Мэдди Зиглер, которая также снималась в предыдущем клипе Сии на сингл Chandelier. 7 января на официальном канале Сии в YouTube состоялся релиз музыкального видео. Напарником Мэдди в новом видео стал голливудский актёр Шайа Лабаф. Пара исполняя эмоциональный танец в огромной клетке, изображала две противоположные стороны Сии, которые постоянно боролись. Видео получило массу положительных отзывов музыкальных критиков, британских и американских журналов.

## Чарты и сертификации

### Недельные чарты
| Чарт (2013)                                | Высшая позиция |
| ------------------------------------------ | -------------- |
| Australia (ARIA)                           | 67             |
| Бельгия/Валлония (Ultratip Bubbling Under) | 27             |
| Новая Зеландия (Recorded Music NZ)         | 7              |
| UK Singles (Official Charts Company)       | 79             |

### Сертификации
| Регион | Сертификация | Продажи |
| --- | ------------ | ------- |
| Дания (IFPI Danmark) | Платиновый   | 30 000^ |
| Франция (SNEP) | Золотой      | 75 000* |
| Новая Зеландия (RMNZ) | Платиновый   | 15 000* |
| * Данные о продажах приведены только на основе сертификации. ^ Данные о тиражах приведены только на основе сертификации. |              |         |

## История релиза
| Регион        | Дата             | Формат                 | Лейбл                  |
| ------------- | ---------------- | ---------------------- | ---------------------- |
| United States | October 1, 2013  | Цифровая дистрибуция   | RCA/Republic           |
| United States | October 22, 2013 | Contemporary hit radio | RCA/Republic/Lionsgate |